# 社山岩
社山岩，位于中国广东省揭阳市普宁市梅塘镇社山村，为普宁市的一个市级文物保护单位，类型为古建筑，公布时间为1961年。
社山岩的历史年代为清代。